# 勝山清次
勝山 清次（かつやま せいじ、1948年6月 - ）は、日本の歴史学者。京都大学名誉教授。専門は日本中世史。石川県小松市出身。

## 経歴
- 1964年3月 能美市立根上中学校卒業[1]
- 1967年3月 石川県立小松高等学校卒業[1]
- 1971年3月 京都大学文学部卒業[1]
- 1977年 京都大学大学院文学研究科博士課程単位取得退学[1]
- 1979年4月 三重大学教育学部助手[1]
- 1980年4月 三重大学教育学部講師[1]
- 1981年4月 三重大学教育学部助教授[1]
- 1983年4月 三重大学人文学部助教授[1]
- 1992年4月 三重大学人文学部教授[1]
- 1995年「中世年貢制成立史の研究」で京都大学より博士（文学）の学位を取得[1]
- 1998年10月 京都大学大学院文学研究科教授[1]
- 2013年4月 京都大学名誉教授[1]

## 門下生
- 小原嘉記（京都女子大学文学部准教授）[2]
- 山田徹（同志社大学文学部准教授）[3]
- 坪井剛（佛教大学仏教学部准教授）[4]
- 萩原大輔（富山市郷土博物館学芸員）[5]
- 根ヶ山泰史（埼玉県立歴史と民俗の博物館学芸員）[6]
- 大河内勇介（福井県立歴史博物館）[7]

## 単著
- 『中世年貢制成立史の研究』塙書房 1995年
- 『中世伊勢神宮成立史の研究』塙書房 2009年
- 『中世伊勢神宮の形成と地域社会』塙書房 2025年

## 共編著
- 『日本の中世8 院政と平氏、鎌倉政権』上横手雅敬、元木泰雄共著 中央公論新社 2002年
- 『南都寺院文書の世界』思文閣出版 2007年